# Лібшюцберг
Лібшюцберг (нім. Liebschützberg) — громада в Німеччині, розташована в землі Саксонія. Входить до складу району Північна Саксонія.
Площа — 68,42 км2. Населення становить 2958 ос. (станом на 31 грудня 2020).

## Адміністративний поділ
Громада охоплює територію 17 сільських населених пунктів. 

## Галерея

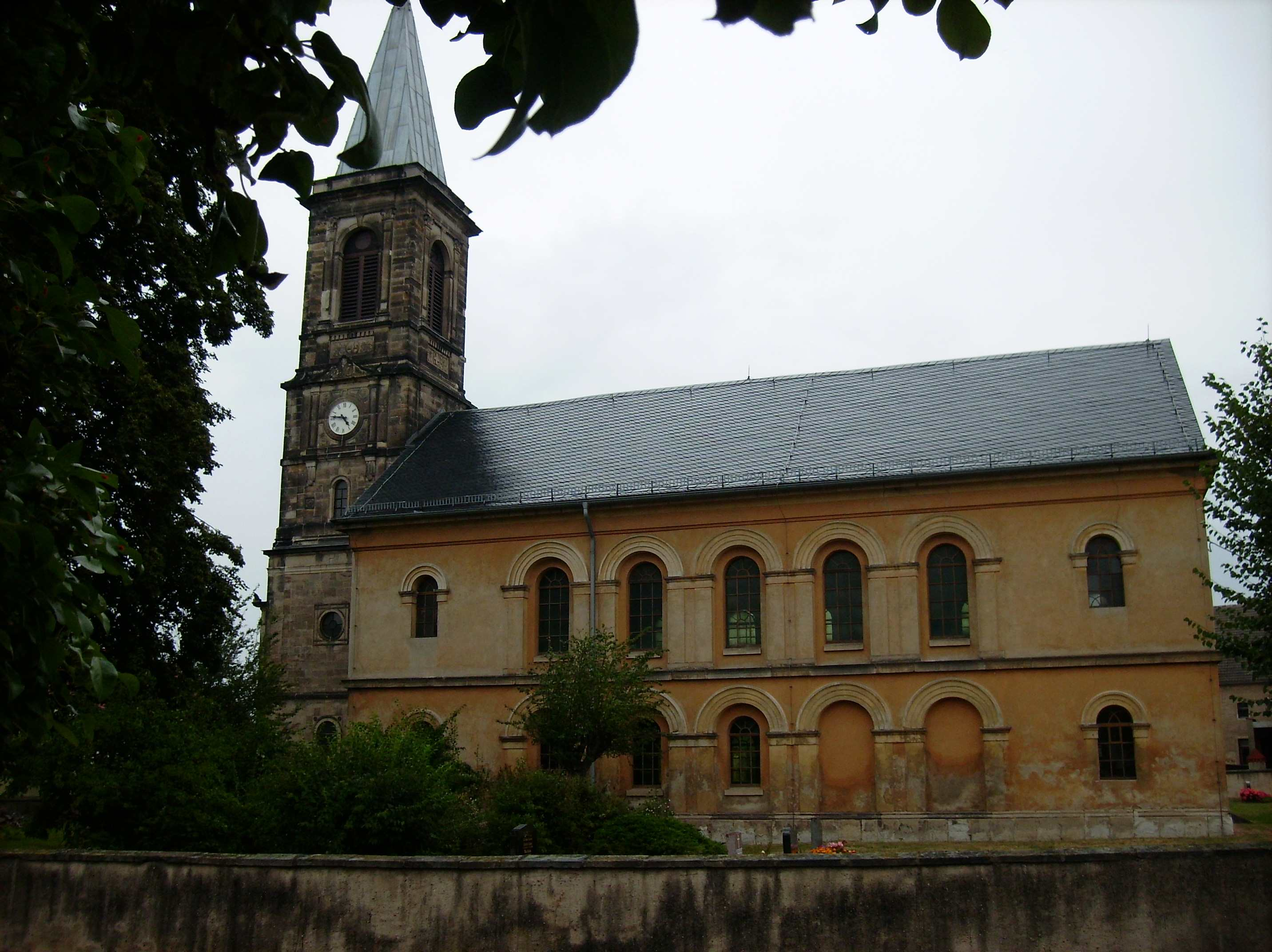
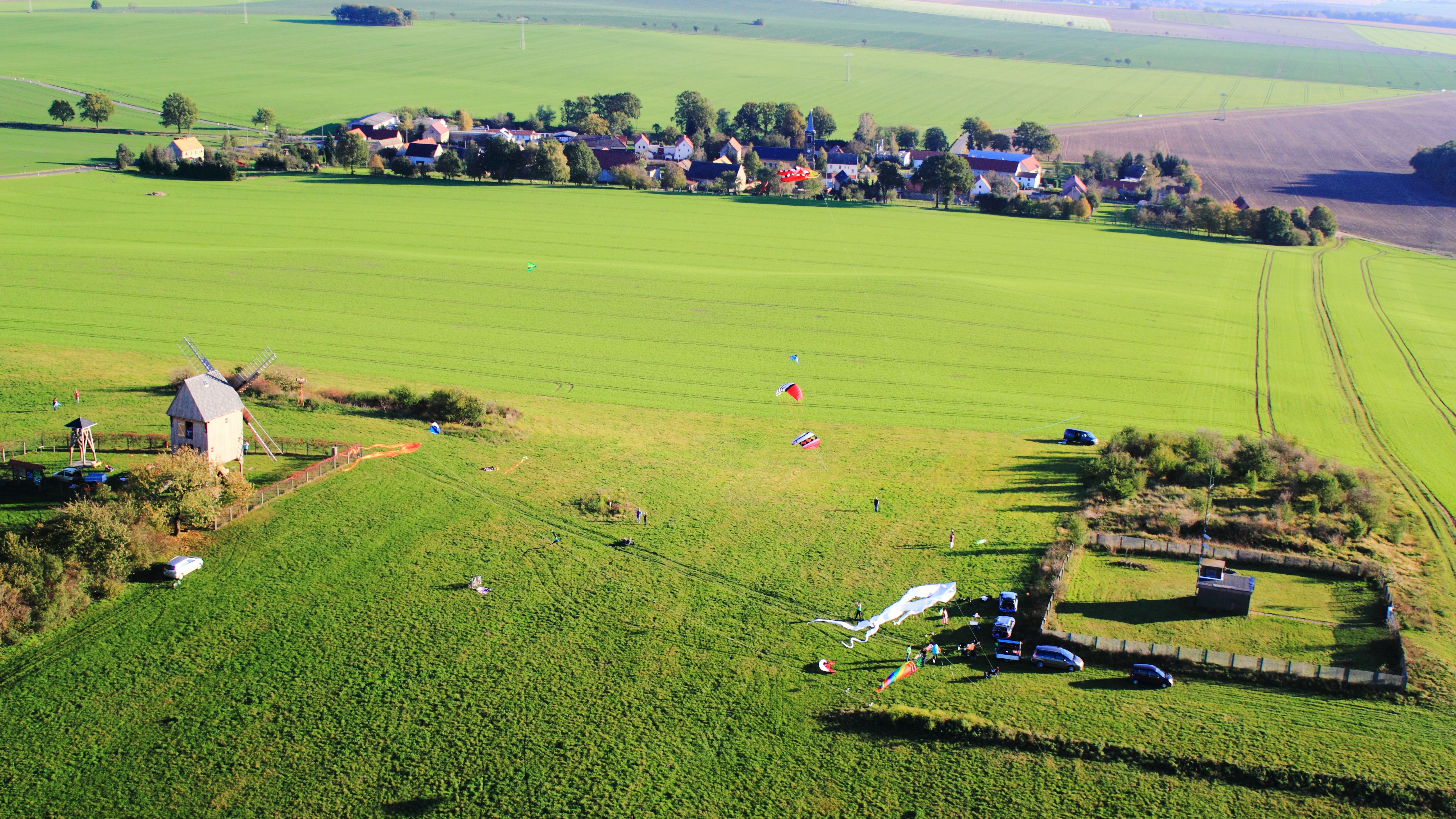
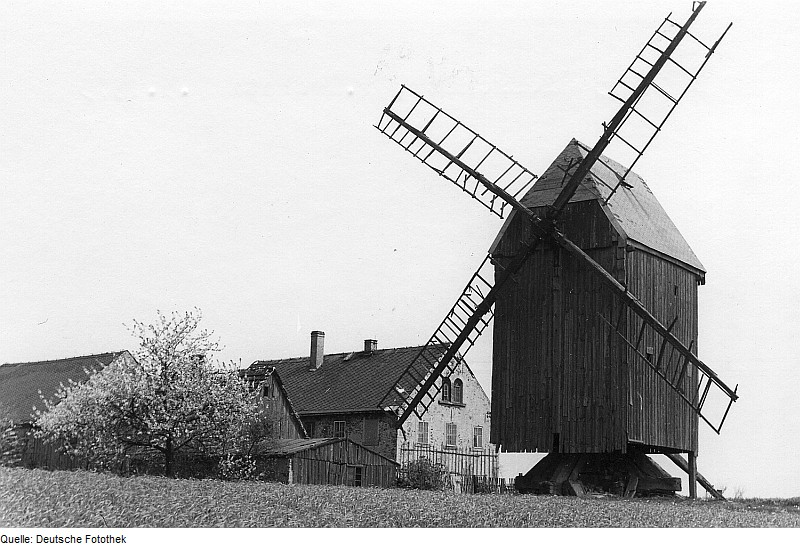